# Habicht
El Habicht (anomenat també Hager o Hoger) és una muntanya de 3.277 msnm dels Alps de l'Stubai, als Alps Rètics orientals. Està situada al Tirol (Àustria). El nom significa literalment "falcó perdiguer" en alemany.

## Ruta normal
L'aproximació es fa des de la vall de Gschnitzt o de l'Stubai fins a la Innsbrucker Hütte. Des d'aquest refugi, situat al coll Pinnisjoch, l'ascensió té tres parts de grimpada (UIAA I), assegurades amb cables. En cas de terreny moll o glaçat poden ser perilloses. Part de la ruta passa per un camp de neu.